# Pyrausta rudalis
Pyrausta rudalis là một loài bướm đêm trong họ Crambidae.